# チームA 6th Stage「目撃者」
『チームA 6th Stage「目撃者」』（チームエー シックススステージ もくげきしゃ）は、AKB48チームA劇場公演の6th Stageである。

## 概要
AKB48チームAの6th公演である。2009年8月23日に行われたコンサート『AKB104選抜メンバー組閣祭り』の第3公演で改編を発表された各チームの中で最後に開始された新公演であり、2010年7月から2012年10月まで行われた。
この演目は、2017年1月から2019年2月までNMB48チームNの4th公演でも使用された。また、2018年6月からAKB48チームAで再演されていた。

## 公演内容

### 曲目
オープニングアクト
1. ミニスカートの妖精
（作詞：秋元康、作曲：フジノタカフミ、編曲：原田ナオ）

本編
1. overture
（作曲・編曲：尾澤拓実、歌：TAZ）
全AKB48公演共通である。
2. 目撃者
（作詞：秋元康、作曲：伊藤心太郎、編曲：百石元）
3. 前人未踏
（作詞：秋元康、作曲：若林充、編曲：野中"まさ"雄一）
4. いびつな真珠
（作詞：秋元康、作曲：俊龍、編曲：Sizuk）
5. 憧れのポップスター
（作詞：秋元康、作曲：大凪樹、編曲：市川裕一）
6. 腕を組んで
（作詞：秋元康、作曲：石川烈、編曲：百石元）
7. 炎上路線
（作詞：秋元康、作曲：岡田実音、編曲：高島智明）
8. 愛しさのアクセル
（作詞：秋元康、作編曲：野中"まさ"雄一）
9. ☆の向こう側
（作詞：秋元康、作編曲：井上ヨシマサ）
10. サボテンとゴールドラッシュ
（作詞：秋元康、作曲：多胡邦夫、編曲：関淳二郎）
11. 美しき者
（作詞：秋元康、作曲・編曲：上田晃司）
12. アイヲクレ
（作詞：秋元康、作曲：白戸佑輔、編曲：武藤星児）
13. 摩天楼の距離
（作詞：秋元康、作曲：小網準、編曲：QuinN）
14. 命の意味
（作詞：秋元康、作曲：羽場仁志、編曲：野中"まさ"雄一）

アンコール
1. I'm crying
（作詞：秋元康、作曲：春行、編曲：武藤星児）
2. ずっと ずっと
（作詞：秋元康、作曲：俊龍、編曲：原田ナオ）
3. Pioneer
（作詞：秋元康、作編曲：野中"まさ"雄一）

### 演出
- 公演開始前に、日替わりで研究生3名が「前座ガールズ」としてオープニングアクトを務める。
- 「腕を組んで」では2010年7月27日の初日公演のみ仲谷明香がキーボードを演奏した。しかし、セット転換に時間が掛かりすぎるため、それ以降は行われていない。
- 「目撃者」の前奏において、ベルリンの壁崩壊の映像が流れ、メンバーが全員ステージ上で横たわった状態から始まる。
- 「愛しさのアクセル」はソロ曲。剣のようなもの（サーベル）を使用する[4]。
- 「I'm crying」の曲終わりでバラを投げる[4]。

## AKB48 チームA 6th Stage「目撃者」公演
公演期間
2010年7月27日 - 2012年10月29日
出演メンバー
岩佐美咲・多田愛佳・大家志津香・片山陽加・倉持明日香・小嶋陽菜・指原莉乃・篠田麻里子・高城亜樹・高橋みなみ・仲川遥香・中田ちさと・仲谷明香・前田敦子・前田亜美・松原夏海
指原は2012年6月16日にHKT48へ移籍。目撃者公演へのフル出演は同年6月20日の公演が、チームAでの出演は同年7月23日の「指原莉乃 壮行会」が最後となった。
前田敦子は2012年8月27日に卒業。同日に行われた『前田敦子 卒業公演』が目撃者公演の最後のフル出演となった。
ユニット曲担当
- 腕を組んで（仲谷、前田敦、倉持）
- 炎上路線（高城、指原）
- 愛しさのアクセル（高橋）
- ☆の向こう側（中田、小嶋、多田、岩佐）
- サボテンとゴールドラッシュ（大家、片山、前田亜、篠田、松原、仲川）

※ チームAメンバーが休演した場合、ユニット曲はチームAメンバーがユニットアンダーとして入り、研究生・他チームメンバーは全体曲アンダーのみとなることがあった。

## SNH48 チームNII 3rd Stage「前人未踏」公演
中国語での公演名称は「前所未有」
公演期間
2014年10月11日 - 2015年4月18日
出演メンバー
董艶芸、馮薪朶、龔詩淇、黄婷婷、何曉玉、鞠婧禕、李藝彤、林思意、陸婷、孟玥、唐安琪、徐言雨、萬麗娜、易嘉愛、趙粵、曽艶芬
（以上16名が初日メンバー、他のメンバーも交代で出演）
ユニット曲担当（初日プログラム）
- 腕を組んで（孟玥、易嘉愛、李藝彤）
- 炎上路線（鞠婧禕、馮薪朶）
- 愛しさのアクセル（趙粵）
- ☆の向こう側（萬麗娜、曽艶芬、徐言雨、陸婷）
- サボテンとゴールドラッシュ（林思意、何曉玉、黄婷婷、龔詩淇、唐安琪、董艶芸）

※ 「Pioneer」は「We Are The SNH」になる。
※ 当初は「目撃者」公演として予定されていたが、諸事情により1曲目の「目撃者」が上演できなくなったため、公演名自体が変更された。

## NMB48 チームN 4th Stage「目撃者」公演

### 曲目（NMB48 ver.）
1. overture
2. 目撃者
3. 前人未踏
4. いびつな真珠
5. 憧れのポップスター
6. 10クローネとパン
（作詞：秋元康、作曲：阿立力也、編曲：佐々木裕）
7. おNEWの上履き
（作詞：秋元康、作曲：村井大、編曲：若田部誠）
8. スキャンダラスに行こう
（作詞：秋元康、作曲・編曲：Sungho）
9. フィンランド・ミラクル
（作詞：秋元康、作曲：佐々倉有吾、編曲：野中"まさ"雄一）
10. 抱きしめられたら
（作詞：秋元康、作曲：近藤薫、編曲：近藤薫・富岡ヒロミチ）
11. 美しき者
12. アイヲクレ
13. 摩天楼の距離
14. 命の意味

アンコール
1. I'm crying
2. ずっと ずっと
3. 僕以外の誰か
（作詞：秋元康、作曲・編曲：Carlos K. Akira Sunset）
4. NMB48メドレー
  1. 青春のラップタイム
（作詞：秋元康、作曲：川浦正大、編曲：野中"まさ"雄一）
  2. 孤独ギター
（作詞：秋元康、作曲：山本彩、編曲：野中"まさ"雄一）
5. Pioneer

### 概要
公演期間
2017年1月15日 - 2019年2月28日
出演メンバー
東由樹・市川美織・日下このみ・古賀成美・上西恵・須藤凜々花・谷川愛梨・内木志・林萌々香・堀詩音・松村芽久未・三田麻央・薮下柊・山尾梨奈・山本彩加・山本彩・梅山恋和・小嶋花梨・本郷柚巴・溝川実来
その他のチームのメンバー：水田詩織（チームBII研究生）、山田寿々（チームM研究生）、石田優美（チームM）、久代梨奈（チームBII）、森田彩花（チームBII）、岩田桃夏（チームM研究生）、安藤愛璃菜（チームM研究生）
梅山、小嶋、本郷は2017年2月15日、溝川は同年3月4日、水田、山田は同年4月27日、石田、久代、森田は同年5月19日、岩田は同年7月13日、安藤は同年8月14日の公演から出演。上西は2017年4月18日付、薮下は同年4月19日付、須藤は同年8月30日付で卒業。
※ オリジナルとは異なるユニットセットリストで公演を行っている。
ユニット曲担当
- 10クローネとパン（東・日下・堀・山尾・山本彩）
- おNEWの上履き（☆市川・林・山本彩加）
- スキャンダラスに行こう（谷川・薮下）
- フィンランド・ミラクル（☆須藤・内木・三田）
- 抱きしめられたら（古賀・☆上西・松村）

## AKB48 岡部チームA「目撃者」公演
公演期間
2018年6月12日 - 2022年3月15日
出演メンバー
岡部麟・小栗有以・加藤玲奈・後藤萌咲・下尾みう・篠崎彩奈・鈴木くるみ・田口愛佳・谷川聖・千葉恵里・長久玲奈・西川怜・前田彩佳・宮崎美穂・向井地美音・横山由依
ユニット曲担当
- 腕を組んで (加藤・西川・篠崎)
- 炎上路線 (小栗・向井地)
- 愛しさのアクセル (後藤・下尾)
- ☆の向こう側 (横山・岡部・宮崎・田口)
- サボテンとゴールドラッシュ (鈴木・谷川・前田・長・千葉)

※ 「愛しさのアクセル」のオリジナルはソロであるが、2人ユニットになっている。6人編成だった「サボテンとゴールドラッシュ」が5人編成になっている。

## HKT48 チームH 「目撃者」公演
公演期間
2023年2月11日-

## スタジオ収録CD
公演曲を公演メンバーがスタジオ収録したものである。

### チームA 6th Stage「目撃者」（CD）
収録メンバー
岩佐美咲・多田愛佳・大家志津香・片山陽加・倉持明日香・小嶋陽菜・指原莉乃・篠田麻里子・高城亜樹・高橋みなみ・仲川遥香・中田ちさと・仲谷明香・前田敦子・前田亜美・松原夏海
再発盤のみ参加：島田晴香・竹内美宥・森杏奈（いずれも収録時は研究生）
収録曲
オリジナル版
1. overture
2. 目撃者
3. 前人未踏
4. いびつな真珠
5. 憧れのポップスター
6. 腕を組んで（歌：倉持・仲谷・前田敦）
7. 炎上路線（歌：指原・高城）
8. 愛しさのアクセル（歌：高橋）
9. ☆の向こう側（歌：岩佐・多田・小嶋・中田）
10. サボテンとゴールドラッシュ（歌：大家・片山・篠田・仲川・前田亜・松原）
11. 美しき者
12. アイヲクレ
13. 摩天楼の距離
14. 命の意味
15. I'm crying
16. ずっと ずっと
17. Pioneer

再発版
ジャケット写真：高城亜樹
「ミニスカートの妖精」を追加収録。
1. ミニスカートの妖精（歌：島田・竹内・森）
2. overture
3. 目撃者
4. 前人未踏
5. いびつな真珠
6. 憧れのポップスター
7. 腕を組んで（歌：倉持・仲谷・前田敦）
8. 炎上路線（歌：指原・高城）
9. 愛しさのアクセル（歌：高橋）
10. ☆の向こう側（歌：岩佐・多田・小嶋・中田）
11. サボテンとゴールドラッシュ（歌：大家・片山・篠田・仲川・前田亜・松原）
12. 美しき者
13. アイヲクレ
14. 摩天楼の距離
15. 命の意味
16. I'm crying
17. ずっと ずっと
18. Pioneer

- Disc 2は各楽曲のオフヴォーカルバージョンを収録

## 劇場公演DVD

### チームA 6th Stage「目撃者」（DVD）
収録メンバー
岩佐美咲・多田愛佳・大家志津香・片山陽加・倉持明日香・小嶋陽菜・指原莉乃・篠田麻里子・高城亜樹・高橋みなみ・仲川遥香・中田ちさと・仲谷明香・前田敦子・前田亜美・松原夏海
収録曲
1. overture
2. 目撃者
3. 前人未踏
4. いびつな真珠
5. 憧れのポップスター
6. 腕を組んで（歌：倉持・仲谷・前田敦）
7. 炎上路線（歌：指原・高城）
8. 愛しさのアクセル（歌：高橋）
9. ☆の向こう側（歌：岩佐・多田・小嶋・中田）
10. サボテンとゴールドラッシュ（歌：大家・片山・篠田・仲川・前田亜・松原）
11. 美しき者
12. アイヲクレ
13. 摩天楼の距離
14. 命の意味
15. I'm crying
16. ずっと ずっと
17. Pioneer

## セルフカバーなど
- ミニスカートの妖精（ユニット・「ミニスカート」の楽曲 / AKB48 4thアルバム）
- 愛しさのアクセル（ノースリーブス6thシングル・カップリング）
- ☆の向こう側（ノースリーブス6thシングル・カップリング）